# Ushahidi
Ушахіді (суах. Ushahidi, досл. «свідчення») — вільне програмне забезпечення та вебсервіс для збирання і картографування даних на основі повідомлень користувачіві й формування системи ситуаційної обізнаності. Воно використовувало концепцію краудсорсингу як початкову модель "картографувального активізму" — комбінації соціального активізму, місцевої журналістики та геоінформаційних систем. Ushahidi дозволяє місцевим спостерігачам та свідкам подій надсилати звіти про ситуацію у конкретному місці з мобільних телефонів та смартфонів через SMS повідомлення або Інтернет, створючи архів подій з інформацією про дату, час та географічне положення.

## Історія
3 січня 2008, кенійский активіст Орі Околлог почав працювати над створенням мапи порушень під час Виборів президента Кенії 2007, і через тиждень разом колегами з однодумцями запустивсайт Ushahidi.

### Crowdmap
Crowdmap — створена в рамках проєкту Ushahidi краудмапінгова платформа, на якій користувачі могли швидко створювати власні мапи для документування як поточних, так і історичних подій.
З 2015 року сервіс закрито, і на заміну йому було створено платформу Ushahidi Platform.

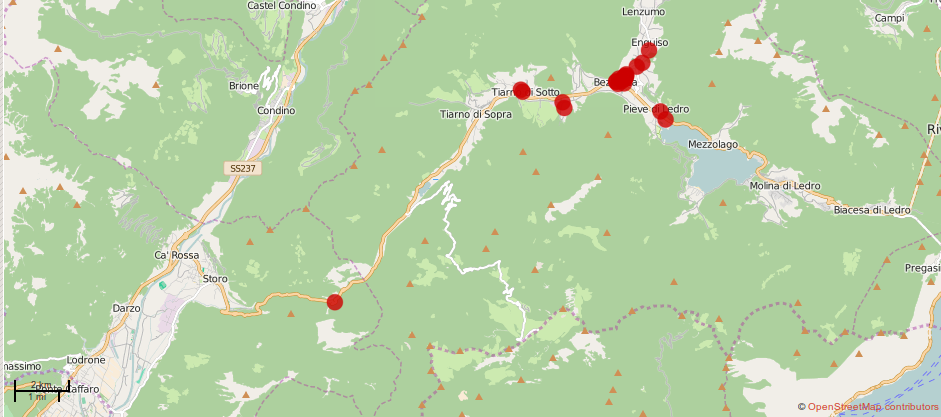
Crowdmap-мапа (1866)

## Ushahidi Platform та Ushahidi Web
Ushahidi Platform — це вільне серверне програмне забезпечення для збирання, обробки та відображення даних на мапі, яке замінило Crowdmap. Ushahidi Platform використовується на офіційному сайті проєкту, надає API доступу до сервера, а також є повністю самодостатньою системою для розгортання нa власному вебсервері (як на орендованому хостингу, так і на локальному методом самохостингу).
Ushahidy Web — вебінтерфейс платформи.

### Історія версій
- 1.0 Mogadishu – 10 грудня 2009
- 1.2 Haiti – ~22 січня 2010
- 2.0 Luanda – 22 листопада 2010
- 2.1 Tunis – 9 серпня 2011
- 2.2 Juba – 13 березня 2012
- 2.3 Juba – 24 квітня 2012
- 3.0 – вересень 2015
- 4.0 – 1 жовтня 2018
- 5.1 – 10 червня 2023
- 6.0 – 21 січня 2024

## Мобільні застосунки

### Ushahidi Mobile
Ushahidi має вільні офіційні мобільні застосунки:
- Ushahidi у Google Play (офіційний застосунок для Android)
- Ushahidi Mobile у App Store (офіційний застосунок для iOS)

У перші роки роботи сервісу також було створено офіційні застосунки для J2ME та Windows Mobile.

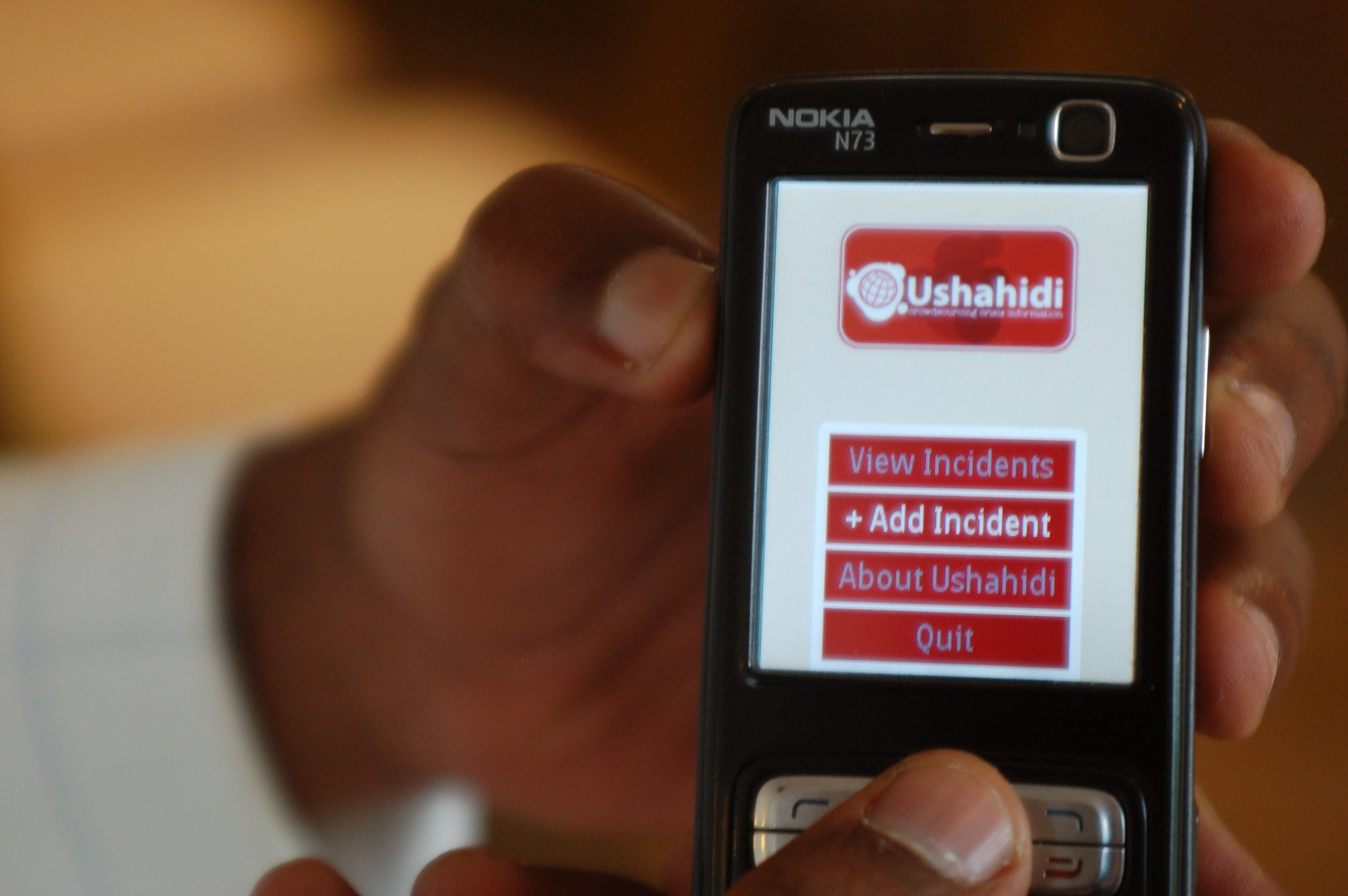
Головний екран (J2ME)
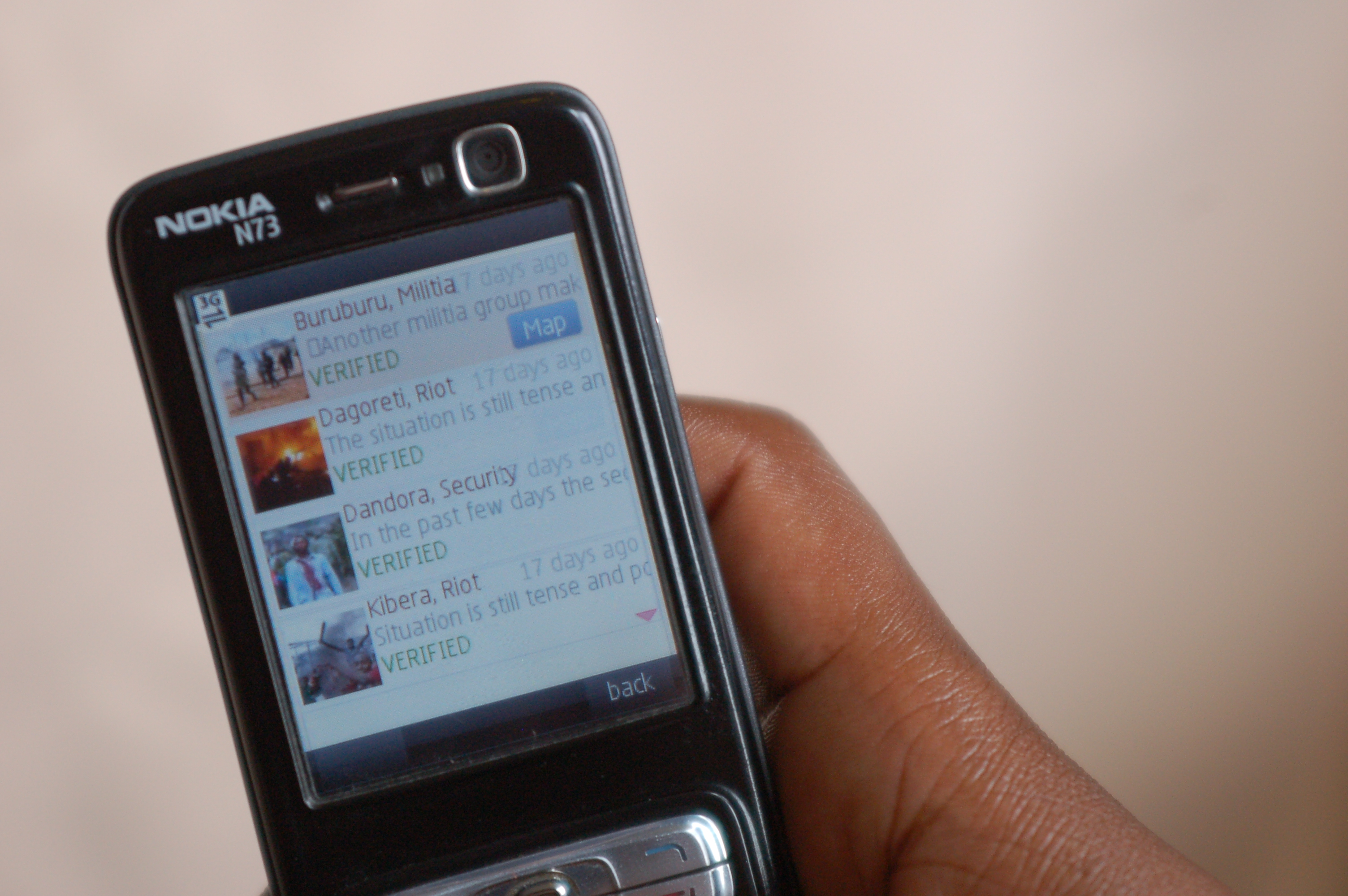
Екран звітів (J2ME)
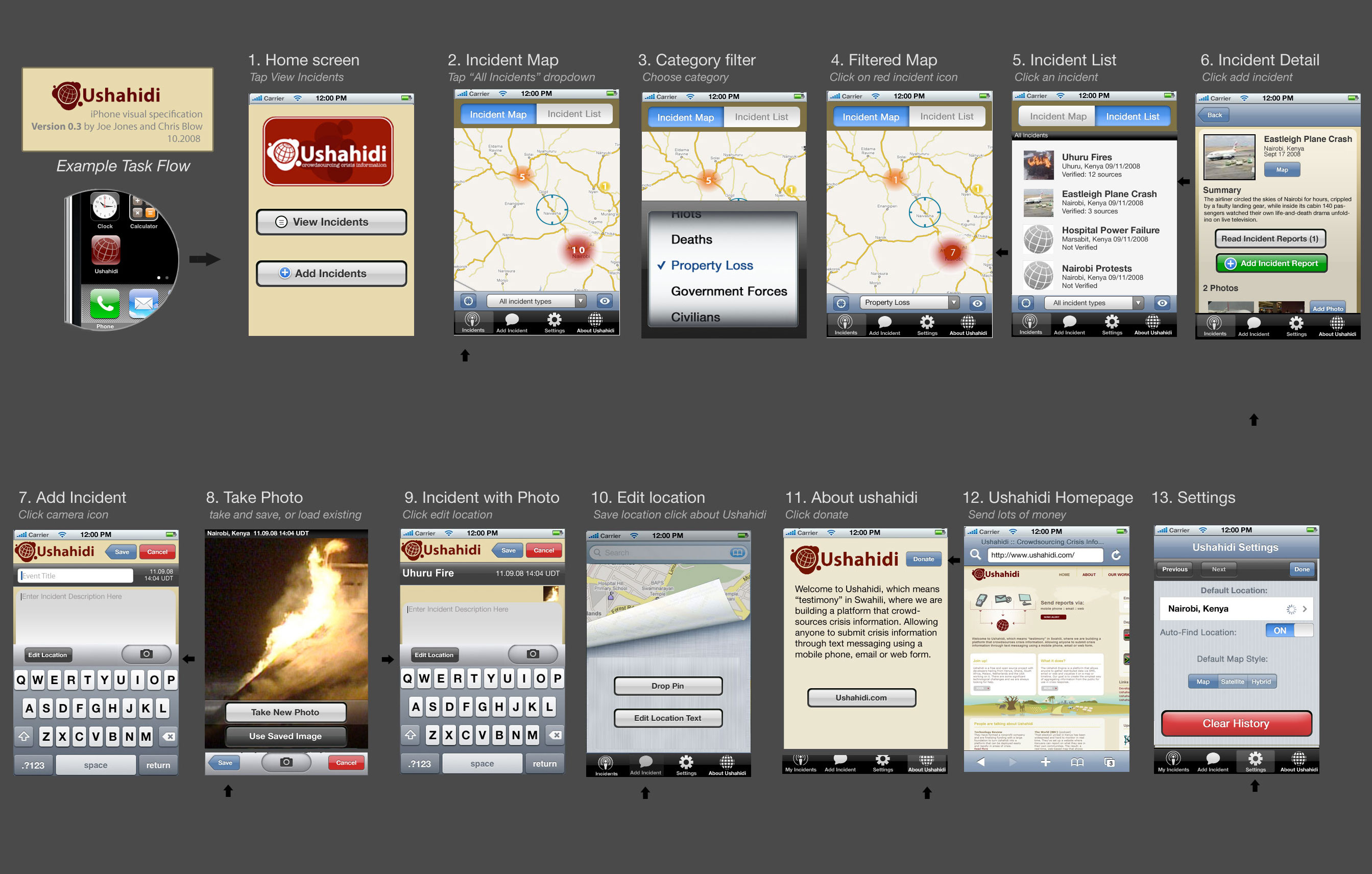
Інтерфейс застосунку для iOS

Завдяки наявності API доступу до сервера сторонні розробники можуть створювати власні застосунки та сервіси як для взаємодії з офіційним сайтом, так і з власного сервера на основі Ushahidi. Неофіційні мобільні застосунки були створені для Symbian S60, Windows Phone та Windows Phone 8.

### SMSsync
SMSsync — вільний мобільний застосунок для Android, який дозволяє створювати SMS-шлюз з використанням Android пристроїв, таким чином локальні користувачі можуть надсилати SMS на один номер телефону, який під'єднанний до Інтернет мережі. Це дозволяє розгортати систему Ushahidi на територіях з поганим стільниковим покриттям, або ж з дорогим чи нестабільним мобільним інтернетом, але з наявністю можливості надсилання SMS повідомлень.
Станом на 2024, розробка SMSsync припинена.

## Використання
Система Ushahidi використовується у різних країнах світу під час стихійних лих, катастроф, збройних конфліктів, виборів та інших соціально значущих подій.

### Україна
У вересні 2012, в рамках хакатону Київ ТехКемп 2.0 було створено онлайн-мапу "Школи рятують світ!" з використанням Ushahidi.
Влітку 2013, Ресурсний центр «ГУРТ» провів тренінг "Оцифрування та краудмапінг: виклики та можливості".
Сайт Майдан використав Ushahidi для моніторингу та фіксації правопорушень під час Парламентських виборів в Україні 2012 та Місцевих виборів в Україні 2015.
З 2016, TechoSoup Україна разом з Ресурсним центром «ГУРТ» надають неприбуткових організаціям доступ до різного програмного забезпечення та сервісну підтримку, включно з розгортанням вебсерверів Ushahidi.
Після 24 лютого 2022, волонтери розгорнули локальний український вебсервер Ushahidi для збирання і картографування повідомлень "про бомбардування, обстріли, ракетні удари, руйнування, воєнні злочини, факти мародерства, місця руху та дислокації ворога, гуманітарні потреби населення" і будь-якої важливої інформації про Російської агресії проти України.